# Punch de l'Esques
Punch de l'Esques est un cheval alezan du stud-book de l'Anglo-arabe français, concourant en concours complet d'équitation avec le cavalier français Karim Laghouag.

## Histoire
Punch de l'Esques naît en 2003 au haras de l'Esques situé dans le Calvados à Saint-Martin-de-Blagny ; son naisseur est Laurent Jamault, sa propriétaire Agnès Célérier l'a acquis aux ventes aux enchères de Pompadour. Qualifié en 2010 au mondial du Lion d'Angers des chevaux de 7 ans, il devient le cheval de tête du cavalier de complet Karim Laghouag pour la pratique indoor, son autre cheval de tête étant Entebbe de Hus. Il décroche en 2013 la médaille de bronze par équipes aux championnats d'Europe de Malmö. Il remporte en décembre 2017 le CCE de Genève.

## Description
Ce hongre Anglo-arabe de robe alezane toise environ 1,62 m.
Il est particulièrement fiable sur les épreuves de saut d'obstacles et de cross. Par contre, son caractère délicat fait qu'il est rarement présent à la remise des prix.

## Origines
Punch est issu du croisement entre Hermès d'authieux, excellent performer en CSO et Gaia of Ultan très bonne compétitrice sous la selle de Manuel Charmes, ISO 144. 
Punch de l'Esques est également le frère uterin de Cestuy La de l'Esques, étalon.